# Seznam prvouvrščenih singlov 2018 (Slovenija)
Seznam prvouvrščenih singlov Slovenije 2018 iz uradne nacionalne lestvice SloTop50, združene v 61 slovenskih radijskih postaj, ki jo združenje SAZAS samodejno obračunava tedensko, mesečno in letno.

## Lestvica

### Tedenska
Prvo mesto lestvice in najvišje uvrščena domača skladba za vsak teden
|  | Najbolje uvrščen single leta 2018 |

| Št. | Teden | Izid lestvice      | Skladba na prvem mestu lestvice | Izvajalec                                  |                         | Top domača skladba        | Top domači izvajalec |  |
| --- | ----- | ------------------ | ------------------------------- | ------------------------------------------ | ----------------------- | ------------------------- | -------------------- |  |
| re  | 262   | 7. januar 2018     | "Perfect"                       | Ed Sheeran                                 | "Ni predaje, ni umika"  | BQL & Nika Zorjan         | [ 1 ]                |  |
| re  | 263   | 14. januar 2018    | "Perfect"                       | Ed Sheeran                                 | "Ni predaje, ni umika"  | BQL & Nika Zorjan         | [ 2 ]                |  |
| re  | 264   | 21. januar 2018    | "Perfect"                       | Ed Sheeran                                 | "Ni predaje, ni umika"  | BQL & Nika Zorjan         | [ 3 ]                |  |
| re  | 265   | 28. januar 2018    | "Perfect"                       | Ed Sheeran                                 | "Ni predaje, ni umika"  | BQL & Nika Zorjan         | [ 4 ]                |  |
| re  | 266   | 4. februar 2018    | "Perfect"                       | Ed Sheeran                                 | "Spet te slišim"        | Lamai                     | [ 5 ]                |  |
| re  | 267   | 11. februar 2018   | "Perfect"                       | Ed Sheeran                                 | "Spet te slišim"        | Lamai                     | [ 6 ]                |  |
| re  | 268   | 18. februar 2018   | "Perfect"                       | Ed Sheeran                                 | "Ni predaje, ni umika"  | BQL & Nika Zorjan         | [ 7 ]                |  |
| re  | 269   | 25. februar 2018   | "Perfect"                       | Ed Sheeran                                 | "Ni predaje, ni umika"  | BQL & Nika Zorjan         | [ 8 ]                |  |
| re  | 270   | 4. marec 2018      | "Perfect"                       | Ed Sheeran                                 | "Promise"               | BQL                       | [ 9 ]                |  |
| re  | 271   | 11. marec 2018     | "Perfect"                       | Ed Sheeran                                 | "Uspavanka-Lullaby"     | Nika Zorjan               | [ 10 ]               |  |
| re  | 272   | 18. marec 2018     | "Perfect"                       | Ed Sheeran                                 | "Ptica"                 | BQL                       | [ 11 ]               |  |
| 64  | 273   | 25. marec 2018     | "Échame la Culpa"               | Luis Fonsi and Demi Lovato                 | "Ptica"                 | BQL                       | [ 12 ]               |  |
| 64  | 274   | 1. april 2018      | "Échame la Culpa"               | Luis Fonsi and Demi Lovato                 | "Ptica"                 | BQL                       | [ 13 ]               |  |
| 64  | 275   | 8. april 2018      | "Échame la Culpa"               | Luis Fonsi and Demi Lovato                 | "Ptica"                 | BQL                       | [ 14 ]               |  |
| 64  | 276   | 15. april 2018     | "Échame la Culpa"               | Luis Fonsi and Demi Lovato                 | "Ptica"                 | BQL                       | [ 15 ]               |  |
| 64  | 277   | 22. april 2018     | "Échame la Culpa"               | Luis Fonsi and Demi Lovato                 | "Ptica"                 | BQL                       | [ 16 ]               |  |
| 64  | 278   | 29. april 2018     | "Échame la Culpa"               | Luis Fonsi and Demi Lovato                 | "Ptica"                 | BQL                       | [ 17 ]               |  |
| 64  | 279   | 6. maj 2018        | "Échame la Culpa"               | Luis Fonsi and Demi Lovato                 | "Ptica"                 | BQL                       | [ 18 ]               |  |
| 65  | 280   | 13. maj 2018       | "Say Something"                 | Justin Timberlake ft. Chris Stapleton      | "Hvala, ne!"            | Lea Sirk                  | [ 19 ]               |  |
| re  | 281   | 20. maj 2018       | Échame la Culpa"                | Luis Fonsi and Demi Lovato                 | "Velik je ta svet"      | Jan Plestenjak ft. Salle  | [ 20 ]               |  |
| 66  | 282   | 27. maj 2018       | "These Days"                    | Rudimental ft. Glynne, Macklemore & Caplen | "Dobro jutro življenje" | Alya                      | [ 21 ]               |  |
| 66  | 283   | 3. junij 2018      | "These Days"                    | Rudimental ft. Glynne, Macklemore & Caplen | "Velik je ta svet"      | Jan Plestenjak ft. Salle  | [ 22 ]               |  |
| 67  | 284   | 10. junij 2018     | "Flames"                        | David Guetta and Sia                       | "Velik je ta svet"      | Jan Plestenjak ft. Salle  | [ 23 ]               |  |
| 67  | 285   | 17. junij 2018     | "Flames"                        | David Guetta and Sia                       | "Velik je ta svet"      | Jan Plestenjak ft. Salle  | [ 24 ]               |  |
| 67  | 286   | 24. junij 2018     | "Flames"                        | David Guetta and Sia                       | "Velik je ta svet"      | Jan Plestenjak ft. Salle  | [ 25 ]               |  |
| 68  | 287   | 1. julij 2018      | One Kiss"                       | Calvin Harris ft. Dua Lipa                 | "Luna"                  | Nika Zorjan ft. J. Haller | [ 26 ]               |  |
| 69  | 288   | 8. julij 2018      | "La Cintura"                    | Álvaro Soler                               | "Luna"                  | Nika Zorjan ft. J. Haller | [ 27 ]               |  |
| re  | 289   | 15. julij 2018     | "One Kiss"                      | Calvin Harris ft. Dua Lipa                 | "Luna"                  | Nika Zorjan ft. J. Haller | [ 28 ]               |  |
| re  | 290   | 22. julij 2018     | "One Kiss"                      | Calvin Harris ft. Dua Lipa                 | "Luna"                  | Nika Zorjan ft. J. Haller | [ 29 ]               |  |
| re  | 291   | 29. julij 2018     | "One Kiss"                      | Calvin Harris ft. Dua Lipa                 | "Luna"                  | Nika Zorjan ft. J. Haller | [ 30 ]               |  |
| re  | 292   | 5. avgust 2018     | "One Kiss"                      | Calvin Harris ft. Dua Lipa                 | "Vroče"                 | S.I.T.                    | [ 31 ]               |  |
| re  | 293   | 12. avgust 2018    | "One Kiss"                      | Calvin Harris ft. Dua Lipa                 | "Luna"                  | Nika Zorjan ft. J. Haller | [ 32 ]               |  |
| re  | 294   | 19. avgust 2018    | "La Cintura"                    | Álvaro Soler                               | "Luna"                  | Nika Zorjan ft. J. Haller | [ 33 ]               |  |
| re  | 295   | 26. avgust 2018    | "One Kiss"                      | Calvin Harris ft. Dua Lipa                 | "Luna"                  | Nika Zorjan ft. J. Haller | [ 34 ]               |  |
| re  | 296   | 2. september 2018  | "One Kiss"                      | Calvin Harris ft. Dua Lipa                 | "Vroče"                 | S.I.T.                    | [ 35 ]               |  |
| re  | 297   | 9. september 2018  | "One Kiss"                      | Calvin Harris ft. Dua Lipa                 | "Luna"                  | Nika Zorjan ft. J. Haller | [ 36 ]               |  |
| re  | 298   | 16. september 2018 | "One Kiss"                      | Calvin Harris ft. Dua Lipa                 | "Luna"                  | Nika Zorjan ft. J. Haller | [ 37 ]               |  |
| re  | 299   | 23. september 2018 | "One Kiss"                      | Calvin Harris ft. Dua Lipa                 | "Luna"                  | Nika Zorjan ft. J. Haller | [ 38 ]               |  |
| 70  | 300   | 30. september 2018 | "Solo"                          | Clean Bandit ft. Demi Lovato               | "Povej mi, kaj bi rada" | Jan Plestenjak            | [ 39 ]               |  |
| 70  | 301   | 7. oktober 2018    | "Solo"                          | Clean Bandit ft. Demi Lovato               | "Povej mi, kaj bi rada" | Jan Plestenjak            | [ 40 ]               |  |
| 71  | 302   | 14. oktober 2018   | "Promises"                      | Calvin Harris ft. Sam Smith                | "Luna"                  | Nika Zorjan ft. J. Haller | [ 41 ]               |  |
| 71  | 303   | 21. oktober 2018   | "Promises"                      | Calvin Harris ft. Sam Smith                | "Luna"                  | Nika Zorjan ft. J. Haller | [ 42 ]               |  |
| 71  | 304   | 28. oktober 2018   | "Promises"                      | Calvin Harris ft. Sam Smith                | "Luna"                  | Nika Zorjan ft. J. Haller | [ 43 ]               |  |
| 71  | 305   | 4. november 2018   | "Promises"                      | Calvin Harris ft. Sam Smith                | "Luna"                  | Nika Zorjan ft. J. Haller | [ 44 ]               |  |
| 71  | 306   | 11. november 2018  | "Promises"                      | Calvin Harris ft. Sam Smith                | "Luna"                  | Nika Zorjan ft. J. Haller | [ 45 ]               |  |
| 71  | 307   | 18. november 2018  | "Promises"                      | Calvin Harris ft. Sam Smith                | "Luna"                  | Nika Zorjan ft. J. Haller | [ 46 ]               |  |
| 71  | 308   | 25. november 2018  | "Promises"                      | Calvin Harris ft. Sam Smith                | "Vroče"                 | S.I.T.                    | [ 47 ]               |  |
| 72  | 309   | 2. december 2018   | "In My Mind"                    | Dynoro ft. Gigi D'Agostino                 | "Za naju"               | Nina Pušlar               | [ 48 ]               |  |
| 72  | 310   | 9. december 2018   | "In My Mind"                    | Dynoro ft. Gigi D'Agostino                 | "Peru"                  | BQL                       | [ 49 ]               |  |
| 72  | 311   | 16. december 2018  | "In My Mind"                    | Dynoro ft. Gigi D'Agostino                 | "Peru"                  | BQL                       | [ 50 ]               |  |
| 72  | 312   | 23. december 2018  | "In My Mind"                    | Dynoro ft. Gigi D'Agostino                 | "Peru"                  | BQL                       | [ 51 ]               |  |
| re  | 313   | 30. december 2018  | "Promises"                      | Calvin Harris ft. Sam Smith                | "Peru"                  | BQL                       | [ 52 ]               |  |

### Mesečna
Prvo mesto lestvice in najvišje uvrščena domača skladba za vsak mesec
| Št. | Teden | Izid lestvice  | Skladba na prvem mestu lestvice | Izvajalec                                |                         | Top domača skladba        | Top domači izvajalec |  |
| --- | ----- | -------------- | ------------------------------- | ---------------------------------------- | ----------------------- | ------------------------- | -------------------- |  |
| 37  | 61    | Januar 2018    | "Perfect"                       | Ed Sheeran                               | "Ni predaje, ni umika"  | BQL & Nika Zorjan         | [ 53 ]               |  |
| 37  | 62    | Februar 2018   | "Perfect"                       | Ed Sheeran                               | "Ni predaje, ni umika"  | BQL & Nika Zorjan         | [ 54 ]               |  |
| 37  | 63    | Marec 2018     | "Perfect"                       | Ed Sheeran                               | "Uspavanka-Lullaby"     | Nika Zorjan               | [ 55 ]               |  |
| 38  | 64    | April 2018     | "Échame la Culpa"               | Luis Fonsi and Demi Lovato               | "Ptica"                 | BQL                       | [ 56 ]               |  |
| 39  | 65    | Maj 2018       | "These Days"                    | Rudimental ft. Glynne, Macklem. & Caplen | "Velik je ta svet"      | Jan Plestenjak ft. Salle  | [ 57 ]               |  |
| 40  | 66    | Junij 2018     | "Flames"                        | David Guetta ft. Sia                     | "Velik je ta svet"      | Jan Plestenjak ft. Salle  | [ 58 ]               |  |
| 41  | 67    | Julij 2018     | "One Kiss"                      | Calvin Harris ft. Dua Lipa               | "Luna"                  | Nika Zorjan ft. J. Haller | [ 59 ]               |  |
| 41  | 68    | Avgust 2018    | "One Kiss"                      | Calvin Harris ft. Dua Lipa               | "Luna"                  | Nika Zorjan ft. J. Haller | [ 60 ]               |  |
| 41  | 69    | September 2018 | "One Kiss"                      | Calvin Harris ft. Dua Lipa               | "Luna"                  | Nika Zorjan ft. J. Haller | [ 61 ]               |  |
| 41  | 70    | Oktober 2018   | "One Kiss"                      | Calvin Harris ft. Dua Lipa               | "Povej mi, kaj bi rada" | Jan Plestenjak            | [ 62 ]               |  |
| 42  | 71    | November 2018  | "Promises"                      | Calvin Harris ft. Sam Smith              | "Luna"                  | Nika Zorjan ft. J. Haller | [ 63 ]               |  |
| 43  | 72    | December 2018  | "In My Mind"                    | Dynoro ft. Gigi D'Agostino               | "Peru"                  | BQL                       | [ 64 ]               |  |